# Joanne Woodward
Joanne Gignilliat Trimmier Woodward (Thomasville, 27 de fevereiro de 1930) é uma atriz estadunidense. Ela recebeu vários prêmios ao longo de sua carreira, incluindo um Oscar, três prêmios Emmy e três Globos de Ouro.
Woodward talvez seja mais conhecida por sua atuação em As Três Faces de Eva, que lhe rendeu um Oscar de melhor atriz e um Globo de Ouro de melhor atriz em filme dramático. Após a morte de Olivia de Havilland em julho de 2020, ela se tornou a mais velha vencedora do Oscar de melhor atriz. Em uma carreira de mais de seis décadas, ela estrelou ou co-estrelou muitos filmes, recebendo quatro indicações ao Oscar (ganhando um), dez indicações ao Globo de Ouro (ganhando três), quatro indicações ao BAFTA Film Award (ganhando um) e nove nomeações ao Prêmio Emmy (ganhando três). Ela é a viúva do ator Paul Newman.

## Primeiros anos
Joanne Gignilliat Trimmier Woodward nasceu em 27 de fevereiro de 1930 em Thomasville, Geórgia, filha de Elinor Trimmier e de Wade Woodward Jr. O seu pai era vice-presidente da editora Charles Scribner's Sons. Os nomes do meio de Joanne,  "Gignilliat Trimmier", são de origem huguenote. A paixão que a mãe de Joanne tinha por filmes influenciou a sua vontade de se tornar atriz e ela recebeu o seu nome em homenagem a Joan Crawford. Joanne tem um irmão mais velho, Wade Jr.
Joanne esteve na estreia do filme Gone With the Wind em Atlanta quando tinha nove anos de idade. Durante o evento, ela correu na direção do desfile com os atores do filme e sentou-se no colo de Laurence Olivier, o companheiro de Vivien Leigh. Joanne acabaria por trabalhar com Olivier em 1977 no telefilme  Come Back, Little Sheba.
Joanne viveu com a família em Thomasville antes de se mudarem para Marietta, também na Geórgia. Aí, ela frequentou o liceu Marietta High School. A atriz continua a apoiar a escola e o teatro Strand da cidade.
A família voltou a mudar-se, desta vez para Greenville na Carolina do Sul, quando Joanne estava no 11.º ano, após o divórcio dos seus pais. Ela frequentou e terminou o liceu no Greenville High School e participou em peças no Little Theater de Greenville.
Joanne frequentou a Universidade do Estado da Luisiana, onde estudou Teatro e fez parte da república Chi Omega. Depois de terminar o curso, mudou-se para Nova Iorque, onde começou a fazer teatro estudou no Actor's Studio e com Sanford Meisner na Neighborhood Playhouse School of the Theatre.

## Carreira

### Primeiros trabalhos
Em 1952, Joanne estreou-se na televisão no episódio "Penny" do programa Robert Montgomery Presents. Ela também trabalhava no teatro e conseguiu o papel de substituta da atriz principal na peça Picnic de William Inge. Foi durante esta peça que conheceu o seu futuro marido, Paul Newman, que era o substituto do ator principal. Os dois começaram a namorar quando Paul ainda estava casado com a sua primeira mulher, Jacqueline Witte.
A jovem atriz foi primeiro para a televisão onde participou de várias séries a partir de 1952 até estrear no cinema em 1955 com o western Count Three and Pray. No ano seguinte, Joanne foi contratada a longo termo pelo estúdio 20th Century Fox e, alguns meses depois, fez parte do elenco do filme de mistério A Kiss Before Dying.

### Estrela de cinema

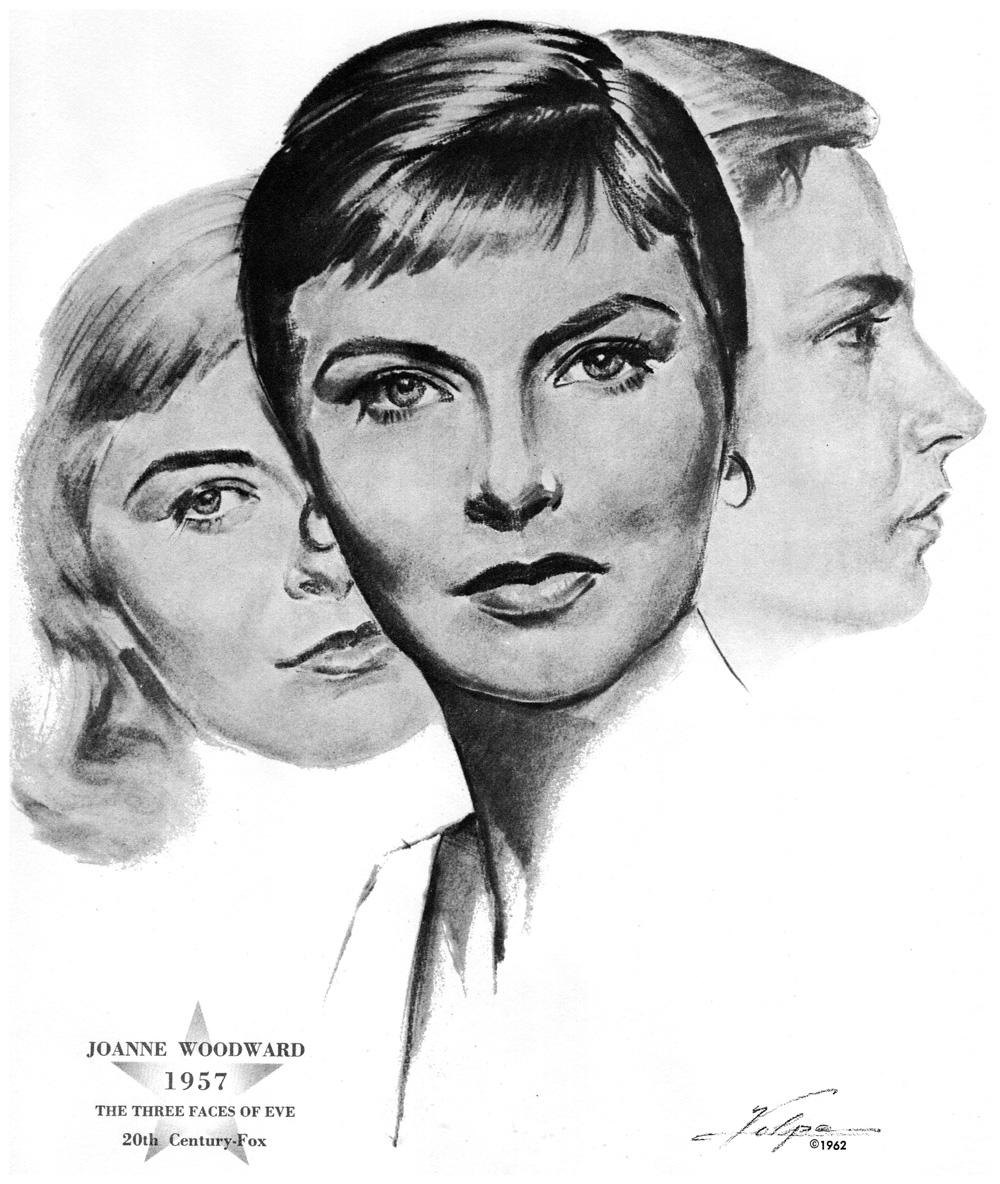
Cartaz de The Three Faces of Eve (1957)

Joanne e Paul Newman voltariam a se encontrar em 1957 nas filmagens de The Long, Hot Summer do diretor Martin Ritt. Esta seria o primeiro de muitos trabalhos que Joanne e Martin fizeram juntos. Eles voltaram a trabalhar nos filmes No Down Payment e The Sound and the Fury quando Joanne já era uma atriz de sucesso, no entanto ambos os filmes tiveram pouco sucesso nas bilheteiras.
Ainda em 1957, estreou o filme que fez de Joanne uma estrela. Em The Three Faces of Eve, a atriz interpreta o papel de uma dona-de-casa portadora do transtorno de  personalidade múltipla, com três personalidades diferentes. O seu desempenho foi bastante elogiado pela crítica e Joanne venceu o Óscar de Melhor Atriz no ano seguinte.

Joanne voltou a trabalhar com Paul Newman em 1960 no filme From the Terrace, o seu primeiro sucesso desde que tinha conquistado o Óscar. A atriz disse mais tarde que tinha um grande afeto pelo filme "porque eu estava muito parecida com a Lana Turner". O casal voltou a reunir-se no ecrã e com o realizador Martin Ritt no filme Paris Blues em 1961. Em 1963, Joanne protagonizou o filme The Stripper e teve aulas com a artista de burlesco, Gypsy Rose Lee, para aperfeiçoar a sua técnica.

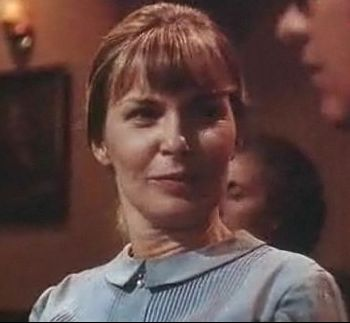
Joanne Woodward em Rachel, Rachel (1968)

Em 1966, a atriz interpretou o papel de Mary em A Big Hand for the Little Lady e contracenou com Sean Connery no filme A Fine Madness. Em Rachel, Rachel (1968), um filme realizado e produzido por Paul Newman, Joanne interpretou o papel de uma professora em busca do amor. O filme valeu-lhe a sua segunda nomeação para os Óscares na categoria de Melhor Atriz.
Em 1972, Joanne protagonizou o filme The Effect of Gamma Rays on Man-in-the-Moon Marigolds. O seu desempenho como uma mãe afastada das suas filhas (sendo uma delas interpretada por uma das suas filhas na vida real, Neil) valeu-lhe o Prémio de Interpretação Feminina no Festival de Cinema de Cannes. No ano seguinte, protagonizou o filme Summer Wishes, Winter Dreams, um drama sobre uma mulher com uma crise de meia-idade. O seu desempenho valeu-lhe a sua terceira nomeação para o Óscar de Melhor Atriz.

### Sucesso na televisão
Joanne contracenou com Burt Reynolds no filme The End em 1978, mas à medida que a década progredia, a atriz começou a trabalhar mais em televisão. Em 1977, trabalhou com Laurence Olivier em Come Back, Little Sheba e, no ano seguinte, ganhou o seu primeiro Emmy pelo seu desempenho no telefilme See How She Runs. Em 1979, foi a protagonista do telefilme A Christmas to Remember e terminou a década com outro telefilme: The Streets of L.A. Ainda em 1979, estreou-se na realização com um episódio da série Family.
Ao longo dos anos 80, Joanne dividiu-se entre o cinema, a televisão e o teatro. Começou a década como protagonista do telefilme The Shadow Box, realizado por Paul Newman e, em 1981, protagonizou o telefilme Crisis at Central High. Alguns dos seus telefilmes mais conhecidos desta década incluem Harry & Son (1984), realizado por Paul Newman; Passions (1984) e Do You Remember Love (1985). Joanne também se dedicou à escrita de argumentos e à realização, tendo escrito e realizado a peça mais tarde transmitida na TV, Come Along With Me de 1982.

### Últimos anos

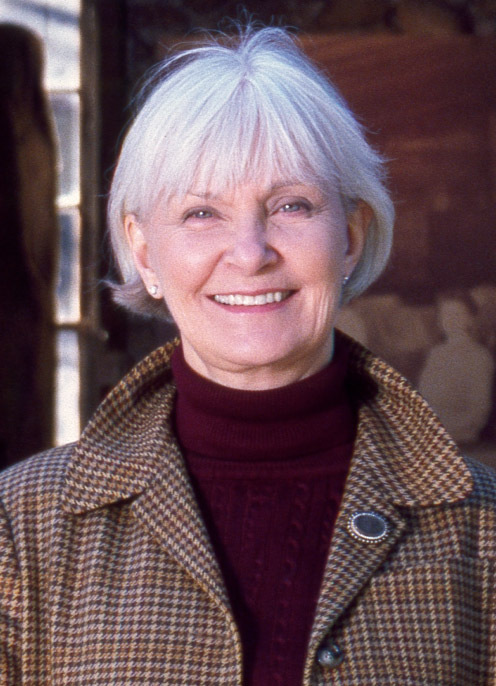
Joanne Woodward em 2006

A carreira de Joanne teve uma longevidade excecional. Em 1990, ela voltou a contracenar com Paul Newman em Mr. and Mrs. Bridge, realizado por James Ivory. Joanne tinha lido os livros de Evan S. Connell nos quais o filme é baseado quando tinham sido publicados nos anos 50 e quis adaptá-los durante muitos anos. Originalmente, ela não tinha intenções de interpretar o papel de Mrs. Bridge por ser demasiado nova, mas quando finalmente conseguiu adaptá-los, já não era o caso. Este foi um dos seus desempenhos mais elogiados e valeu-lhe a sua quarta nomeação para os Óscares e ainda o prémio de Melhor Atriz da Associação de Críticos de Nova Iorque.
Em 1993, Joanne participou no filme Philadelphia com Tom Hanks e, no mesmo ano, narrou The Age of Innocence de Martin Scorsese. Ainda nesse ano, participou em dois telefilmes: Foreign Affairs e Blind Spot, tendo também produzido este último. Blind Spot é um drama sobre toxicodependência e valeu-lhe uma nomeação para os Emmy. Em 1995, Joanne foi uma das protagonistas do telefilme Breathing Lessons e encenou as peças Golden Boy e Waiting for Lefty com a companhia de teatro Blue Light Theater Company em Nova Iorque.
Nos anos seguintes, Joanne dedicou-se mais à produção e realização. Foi diretora artística da Westport Country Playhouse entre 2001 e 2005 e produtora executiva da transmissão televisiva da peça Our Town, com Paul Newman. Joanne e Paul voltaram a trabalhar juntos na minissérie Empire Falls da HBO em 2005. Depois desta minissérie, os trabalhos da atriz focaram-se maioritariamente na dobragem e narração, sendo o seu último trabalho a voz de Doris no filme Lucky Them em 2013.
Em 2022, o ator Ethan Hawke realizou uma série documental sobre Joanne Woodward e Paul Newman intitulada The Last Movie Stars.

### Parceria com Paul Newman

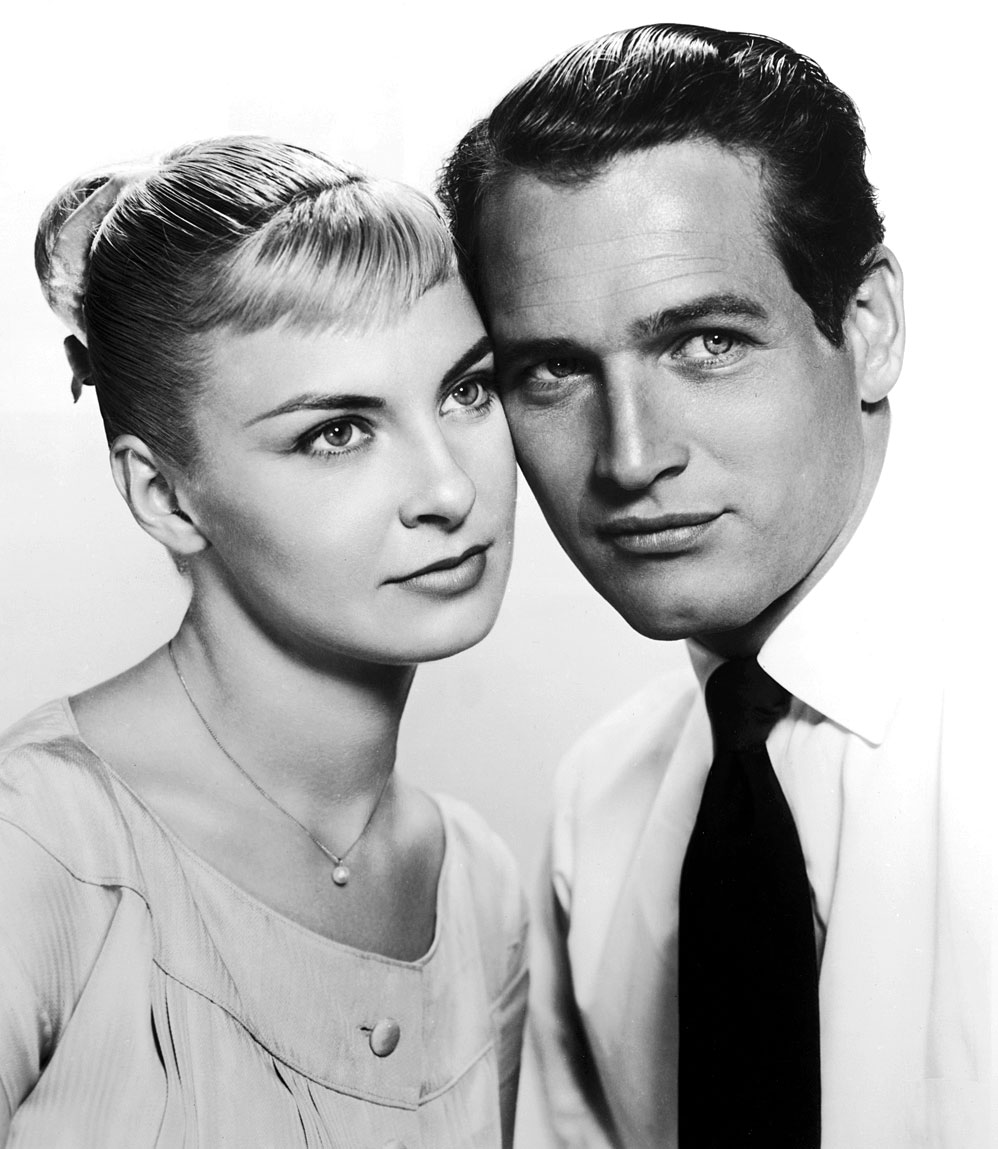
Joanne Woodward e Paul Newman no filme The Long Hot Summer (1958)

Joanne conheceu Paul Newman durante a peça Picnic no início dos anos 50 e os dois casaram-se em 29 de janeiro de 1958, depois de Paul se divorciar da sua primeira mulher, Jacqueline Witte. No início do seu casamento, Joanne era a maior estrela do casal e ganhou o Óscar de Melhor Atriz em março desse ano por The Three Faces of Eve. Apesar de ter sido nomeado dez vezes para os Óscares, Newman só conseguiu vencer o prémio em 1986 pelo filme The Color of Money.
Os dois trabalharam juntos em vários filmes durante as décadas de 50 e 60. O seu primeiro filme juntos foi The Long Hot Summer em 1958, seguido de Rally 'Round the Flag no mesmo ano. Depois, trabalharam juntos em From the Terrace (1960) Paris Blues (1961) e A New Kind of Love (1963). Em 1964, regressaram à Broadway com a peça Baby Want a Kiss (1964), que teve mais de 100 espetáculos. Paul Newman também realizou vários filmes protagonizados por Joanne, sendo o primeiro Rachel, Rachel de 1968. Joanne e Paul também trabalharam juntos nos filmes Winning (1969) e WUSA (1970).

Apenas dois meses depois de se casarem, Joanne ganhou o seu primeiro Óscar. Paul Newman foi nomeado pela primeira vez no ano seguinte pelo seu desempenho em Cat On a Hot Tin Roof. Os dois chegaram ao auge das suas carreiras ao mesmo tempo e tornaram-se num dos casais mais famosos de Hollywood, aparecendo em inúmeras capas de revista e artigos nos 50 anos seguintes. Joanne afirmou que a sua vida familiar prejudicou a sua carreira no cinema:
No início, acho que tinha o sonho de ser uma verdadeira estrela do cinema. Isso desapareceu um pouco quando aos 30 e poucos anos quando percebi que não ia ser esse tipo de atriz. Foi doloroso. E também descorei a minha carreira por causa dos meus filhos. Bastante. Na altura, fiquei ressentida com isso, o que não era nada bom quando estava com as crianças. O Paul viajava muito em trabalho. Eu não podia por causa das crianças. Fiz isso uma vez e fiquei assoberbada com culpa.
Paul Newman e Joanne Woodward trabalharam juntos pela última vez em 2005 na minissérie Empire Falls.

## Vida pessoal
Houve rumores de que Joanne estaria noiva do escritor Gore Vidal antes de se casar com Paul Newman. Porém, nunca houve nenhum noivado e Joanne afirma que ajudou Gore Vidal a esconder a sua bissexualidade. Os dois partilharam casa em Los Angeles e ficaram amigos.
Joanne conheceu Paul Newman no escritório do agente que partilhavam. Eles eram substitutos dos atores principais na peça Picnic em 1953. Na altura, Paul Newman era casado e os dois mantiveram um caso extraconjugal até este se divorciar em 1958. Joanne e Paul casaram-se em Las Vegas em 29 de janeiro de 1958. A união durou 50 anos, até Paul morrer de cancro do pulmão em 26 de setembro de 2008. Joanne disse: "Ele é muito bonito e muito sexy e essas coisas todas, mas isso desaparece tudo e a única coisa que interessa é se ele é capaz de fazer uma pessoa rir... E ele faz-me rir muito." Paul Newman atribuía o sucesso da sua relação a "uma mistura de luxúria, respeito e paciência. E determinação."
Numa entrevista à revista Playboy, quando perguntaram a Paul Newman como conseguia manter-se fiel a Joanne, Paul disse: "Tenho bife em casa, para que é que vou sair para comer um hambúrguer?"
Joanne teve três filhas com Newman: Elinor Teresa "Neil" (1959), Melissa Stewart (1961) e Claire Olivia "Clea" (1965).
Joanne Woodward e Paul Newman foram mentores de vários atores, incluindo Allison Janney, que conheceram quando ela estava no primeiro ano da universidade e participou numa peça encenada por Paul. Allison agradeceu o apoio de Joanne no seu discurso quando venceu o Óscar de Melhor Atriz Secundária em 2018.
Joanne e Paul eram apoiantes do Partido Democrata e apoiaram o senador Eugene McCarthy na sua campanha presidencial em 1968. Documentos tornados públicos em 2017 mostram que a Agência de Segurança Nacional criou um ficheiro biográfico sobre Joanne Woodward como parte do seu programa para vigiar cidadãos proeminentes dos EUA.
Em 1988, Paul e Joanne criaram o Hole in the Wall Gang Camp, um campo de férias de verão sem fins lucrativos e um centro de apoio cujo nome foi inspirado pelo filme Butch Cassidy and the Sundance Kid. O campo, localizado em Ashford, Connecticut oferece serviços gratuitos a 20 mil crianças com cancro e outras doenças graves e às suas famílias. Em 2012, a filha do casal, Clea Newman, assumiu a responsabilidade da gestão da instituição.
Em 1990, depois de 10 anos de estudos, Joanne conseguiu concluir a sua licenciatura na Sarah Lawrence College ao mesmo tempo que a sua filha, Clea. Paul Newman discursou na cerimónia de formatura. Em 1992, o casal foi homenageado pelo Kennedy Center.
Atualmente, Joanne vive em Westport, Connecticut, onde ela e Paul Newman criaram as filhas. Depois de ter apoiado várias causas relacionadas com o Alzheimer e de a sua mãe ter sofrido da doença, foi diagnosticada a mesma doença a Joanne em 2007, na mesma altura do diagnóstico de cancro do marido.

## Filmografia

### Cinema
| Ano  | Título                                                | Papel                        | Notas e título em português |
| ---- | ----------------------------------------------------- | ---------------------------- | --- |
| 1955 | Count Three and Pray                                  | Lissy                        | br: O Vale da Redenção pt: A Chama do Pecado |
| 1956 | A Kiss Before Dying                                   | Dorothy "Dorie" Kingship     | br: Amor, Prelúdio de Morte pt: Um Beijo ao Morrer |
| 1957 | The Three Faces of Eve                                | Eve White / Eve Black / Jane | br: As Três Máscaras de Eva pt: As Três Faces de Eva Óscar de Melhor Atriz Globo de Ouro de Melhor Atriz em Filme Dramático National Board of Review de Melhor Atriz Nomeação – BAFTA de Melhor Atriz Estrangeira           |
| 1957 | No Down Payment                                       | Leola Boone                  | br/pt: A Mulher do Próximo National Board of Review de Melhor Atriz Nomeação – BAFTA de Melhor Atriz Estrangeira |
| 1958 | The Long, Hot Summer                                  | Clara Varner                 | br: O Mercador de Almas pt: Paixões Que Escaldam |
| 1958 | Rally Round the Flag, Boys!                           | Grace Oglethorpe Bannerman   | br: A Delícia de um Dilema pt: A Morena Ardente Nomeação – Laurel Award de Melhor Interpretação Feminina de Comédia |
| 1959 | The Sound and the Fury                                | Quentin Compson / Narradora  | br: A Fúria do Destino pt: O Grito da Fúria |
| 1960 | The Fugitive Kind                                     | Carol Cutrere                | br: Vidas em Fuga pt: O Homem na Pele da Serpente Prémio Zulueta de Melhor Atriz do Festival Internacional de Cinema de San Sebastián                                                                                       |
| 1960 | From the Terrace                                      | Mary St. John                | br: Paixões Desenfreadas pt: Do Alto do Terraço |
| 1961 | Paris Blues                                           | Lillian Corning              | br: Paris Vive à Noite pt: Noites de Paris |
| 1963 | The Stripper                                          | Lila Green                   | br: Venus à Venda pt: Segue o Teu Destino Nomeação – Laurel Award de Melhor Interpretação Dramática Feminina |
| 1963 | A New Kind of Love                                    | Samantha "Sam" Blake / Mimi  | br: Amor Daquele Jeito pt: Um Novo Tipo de Amor Nomeação – Globo de Ouro de melhor atriz em comédia ou musical |
| 1964 | Signpost to Murder                                    | Molly Thomas                 | br: Marcado para o Crime pt: A Marca do Crime |
| 1966 | A Big Hand for the Little Lady                        | Mary                         | br: Jogada Decisiva pt: Todos contra um Nomeação – Laurel Award de Melhor Interpretação Dramática Feminina |
| 1966 | A Fine Madness                                        | Rhoda Shillitoe              | br: Sublime Loucura pt: O Malandro Encantador |
| 1968 | Rachel, Rachel                                        | Rachel Cameron               | br: Rachel, Rachel pt: Raquel, Raquel Globo de Ouro de Melhor Atriz em Filme Dramático Nomeação – Óscar de Melhor Atriz Nomeação – BAFTA de Melhor Atriz Nomeação – Laurel Award de Melhor Interpretação Dramática Feminina |
| 1969 | Winning                                               | Elora Capua                  | br: 500 Milhas pt: A Grande Competição |
| 1970 | WUSA                                                  | Geraldine                    | br: A Sala dos Espelhos pt: Muro da Separação |
| 1971 | They Might Be Giants                                  | Dr. Mildred Watson           | br: Esse Louco Me Fascina pt: Encontro Marcado |
| 1972 | The Effect of Gamma Rays on Man-in-the-Moon Marigolds | Beatrice Hunsdorfer          | br: O Preço da Solidão pt: A Influência dos Raios Gama no Comportamento das Margaridas Prémio de Interpretação Feminina (Festival de Cannes) Nomeação – Globo de Ouro de Melhor Atriz em Filme Dramático                    |
| 1973 | Summer Wishes, Winter Dreams                          | Rita Walden                  | br: Lembranças... pt: Desejos de Verão, Sonhos de Inverno BAFTA de Melhor AtrizNomeação – Óscar de Melhor Atriz Nomeação – Globo de Ouro de Melhor Atriz em Filme Dramático                                                 |
| 1975 | The Drowning Pool                                     | Iris Devereaux               | br: A Piscina Mortal pt: Sangue Frio em Água Quente |
| 1978 | The End                                               | Jessica Lawson               | br: Se Não Me Mato, Morro! pt: O Fim |
| 1984 | Harry & Son                                           | Lilly                        | br: Meu Pai, Eterno Amigo pt: O Confronto |
| 1987 | The Glass Menagerie                                   | Amanda Wingfield             | br/pt: Algemas de Cristal Nomeação – Prémio Independent Spirit de Melhor Atriz |
| 1990 | Mr. and Mrs. Bridge                                   | India Bridge                 | br: Cenas de uma Família pt: Mr. e Mrs. Bridge Nomeação – Óscar de Melhor Atriz Nomeação – Globo de Ouro de Melhor Atriz em Filme Dramático Nomeação – Prémio Independent Spirit de Melhor Atriz                            |
| 1993 | The Age of Innocence                                  | Narradora                    | br: A Época da Inocência pt: A Idade da Inocência Voz |
| 1993 | Philadelphia                                          | Sarah Beckett                | br/pt: Filadélfia |
| 1996 | Even If a Hundred Ogres...                            | Narradora                    | Voz |
| 2010 | Change in the Wind                                    | Margaret Mitchell            | Voz |
| 2012 | Gayby                                                 | Jenn's Mother                | Voz |
| 2013 | Lucky Them                                            | Doris                        | Voz e produtora executiva |

### Televisão
| Ano       | Título                          | Papel                                                    | Notas |
| --------- | ------------------------------- | -------------------------------------------------------- | --- |
| 1952      | Tales of Tomorrow               | Pat                                                      | Episódio: "The Bitter Storm" |
| 1952–1953 | Omnibus                         | Ann Rutledge                                             | Episódio: "Mr. Lincoln" |
| 1953–1954 | The Philco Television Playhouse | Emily                                                    | Episódio: "The Dancers" |
| 1954      | The Ford Television Theatre     | June Ledbetter                                           | Episódio: "Segment" |
| 1954      | The Elgin Hour                  | Nancy                                                    | Episódio: "High Man" |
| 1954      | Lux Video Theatre               | Jenny Townsend                                           | Episódio: "Five Star Final" |
| 1952–1954 | Robert Montgomery Presents      | Elsie / Penny                                            | 2 episódios |
| 1955      | The Star and the Story          | Jill Andrews                                             | Episódio: "Dark Stranger" |
| 1955      | The 20th Century Fox Hour       | Eleanor Apley                                            | Episódio: "The Late George Apley" |
| 1955      | The United States Steel Hour    | Rocky                                                    | Episódio: "White Gloves" |
| 1954–1956 | Four Star Playhouse             | Ann Benton / Terry Thomas / Victoria Lee "Vicki" Hallock | 3 episódios |
| 1954–1956 | Studio One                      | Christiana / Daisy / Lisa                                | 3 episódios |
| 1956      | Alfred Hitchcock Presents       | Beth Paine                                               | Episódio: "Momentum" |
| 1956      | GE True                         | Ann Rutledge                                             | Episódio: "Prologue to Glory" |
| 1956      | The Alcoa Hour                  | Margaret Spencer                                         | Episódio: "The Girl in Chapter One" |
| 1956      | Climax!                         | Katherine                                                | Episódio: "Savage Portrait" |
| 1958      | Playhouse 90                    | Louise Darling                                           | Episódio: "The 80 Yard Run" |
| 1971      | All the Way Home                | Mary Follet                                              | Telefilme |
| 1976      | The Carol Burnett Show          | Midge Gibson                                             | Episódio: "The Family: Friend from the Past" |
| 1976      | Sybil                           | Dr. Cornelia B. Wilbur                                   | Minissérie Nomeação – Emmy do Primetime de melhor atriz em minissérie ou telefilme |
| 1977      | Come Back, Little Sheba         | Lola Delaney                                             | Telefilme |
| 1978      | See How She Runs                | Betty Quinn                                              | Telefilme Emmy do Primetime de melhor atriz em minissérie ou telefilme |
| 1978      | A Christmas to Remember         | Mildred McCloud                                          | Telefilme |
| 1979      | The Streets of L.A.             | Carol Schramm                                            | Telefilme |
| 1980      | The Shadow Box                  | Beverly                                                  | Telefilme |
| 1981      | Crisis at Central High          | Elizabeth Huckaby                                        | Telefilme Nomeação – Emmy do Primetime de melhor atriz em minissérie ou telefilme Nomeação – Globo de Ouro de melhor atriz em minissérie ou telefilme                                                                                                  |
| 1982      | Candida                         | Candida                                                  | Telefilme |
| 1984      | Passions                        | Catherine Kennerly                                       | Telefilme |
| 1985      | Do You Remember Love            | Barbara Wyatt-Hollis                                     | Telefilme Emmy do Primetime de melhor atriz em minissérie ou telefilme Nomeação – Globo de Ouro de melhor atriz em minissérie ou telefilme |
| 1993      | Foreign Affairs                 | Vinnie Miner                                             | Telefilme |
| 1993      | Blind Spot                      | Nell Harrington                                          | Telefilme Nomeação – Emmy do Primetime de melhor atriz em minissérie ou telefilme Também foi coprodutora |
| 1993      | The Roots of Woe                | Margaret Sanger                                          | Voz, Telefilme |
| 1994      | Breathing Lessons               | Maggie Moran                                             | Telefilme Globo de Ouro de melhor atriz em minissérie ou telefilme Prémio Screen Actors Guild para Melhor Atriz numa minissérie ou telefilme Nomeação – Emmy do Primetime de melhor atriz em minissérie ou telefilme                                   |
| 2003      | Our Town                        | N/A                                                      | Telefilme, produtora executiva |
| 2005      | Empire Falls                    | Francine Whiting                                         | Minissérie Nomeação – Prêmio Emmy do Primetime: Melhor Atriz Coadjuvante em Minissérie ou Filme Nomeação – Globo de Ouro de melhor atriz coadjuvante em televisão Nomeação – Prémio Screen Actors Guild para Melhor Atriz numa minissérie ou telefilme |
| 2022      | The Last Movie Stars            | Ela própria (imagens de arquivo)                         | Documentário |